# Las Ánimas (periódico)
Las Ánimas fue una publicación periódica editada en la ciudad española de Madrid a lo largo de 1869.

## Historia
Editada en Madrid, se imprimía en las imprentas de F. Gamayo y E. de la Riva, bajo el subtítulo «periódico joco-serio y algún tanto reaccionario». Aparecía en ejemplares de cuatro páginas, que salían a la venta los lunes. El primer número data del 1 de marzo de 1869, con el XXIII correspondiendo al 26 de julio de dicho año, que según Eugenio Hartzenbusch e Hiriart sería el último día de aparición del periódico. Los redactores de Las Ánimas fueron tres hermanos: Diego, José y Miguel Bahamonde y de Lanz. Su ideología era conservadora. Existen fondos digitalizados de la publicación tanto en la Hemeroteca Digital de la Biblioteca Nacional de España como en la Biblioteca Digital memoriademadrid del Ayuntamiento de Madrid.